# Folke Nyquist
Folke Nyquist, född den 22 mars 1918 i Göteborg, död den 13 januari 1976 i Stockholm, var en svensk jurist. Han var son till Conny Nyquist.
Nyquist avlade studentexamen i Karlstad 1936 och juris kandidatexamen vid Stockholms högskola 1941. Han genomförde tingstjänstgöring i Älvdals och Nyeds domsaga 1941–1943. Nyquist började 1943 tjänstgöra i Svea hovrätt, där han blev fiskal 1945, adjungerad ledamot 1949 och assessor 1950. Han blev tingssekreterare i Norra Hälsinglands domsaga 1946, tillförordnad tingsdomare i Piteå domsaga, 1948, revisionssekreterare 1957 (tillförordnad 1956), tingsdomare i Sollentuna och Färentuna domsaga 1957, hovrättsråd i Svea hovrätt 1959, lagman i Hovrätten för Nedre Norrland 1965, häradshövding i Solna domsaga 1969 och lagman i Solna tingsrätt 1971. Nyquist var byråchef i Statens hyresråd 1953–1956, ledamot av rådet 1957–1964, suppleant för ordföranden 1954–1964, tillförordnad byråchef i Justitiedepartementet 1956–1957, sakkunnig i Socialdepartementet 1961–1962, ledamot av Bostadsrättskommittén från 1962 och vice auditör Svea ingenjörregemente 1958–1965. Han medverkade i statliga utredningar. Nyquist blev riddare av Nordstjärneorden 1961 och kommendör av samma orden 1969. Han vilar på Skogskyrkogården i Stockholm.